# Орбита на Земята
В астрономията, земната орбита представлява траекторията, по която Земята пътува около Слънцето при средно разстояние от около 149,6 млн. километра, всеки 365,242199 слънчеви дни (равни на 1 звездна година). Това движение дава привидно придвижване на Слънцето спрямо звездите с около 1° на ден на изток гледано от Земята. Средно са необходими 24 часа за Земята, за да направи едно пълно въртене около оста си така, че Слънцето се връща в меридиан. Орбиталната скорост на Земята около Слънцето е около 30 км/сек (108 000 км/ч), което е достатъчно бързо, за да покрие диаметъра на планетата (около 12 600 км) за седем минути, а разстоянието до Луната 384 000 км, за четири часа. Земната орбита има ексцентрицитет от 0,0167.
Погледната от удобна позиция за наблюдение над северните полюси на Слънцето и Земята, Земята изглежда като да се върти по посока обратно на часовниковата стрелка спрямо Слънцето. От същата гледна точка и Земята, и Слънцето биха изглеждали като да се въртят по посока обратна на часовниковата стрелка спрямо съответните им оси.
Земята, заедно със Слънчевата система, се намира в галактиката Млечен път, като обикаля на около 28 000 светлинни години от центъра на галактиката, и около 20 светлинни години над екваториална равнина на галактиката в спиралата Орион.